# 南沙涌
南沙涌，也称东南沙涌，位于中华人民共和国广东省佛山市境内，北起三水区西南街道南岸村，与东平水道相通，蜿蜒向南，至南海区西樵镇大岸镇东南汇入顺德水道。全长23.2千米，主要位于南海区境内。南沙涌由于河床淤浅，只有每年汛期可以通航。